# Корнеклубень

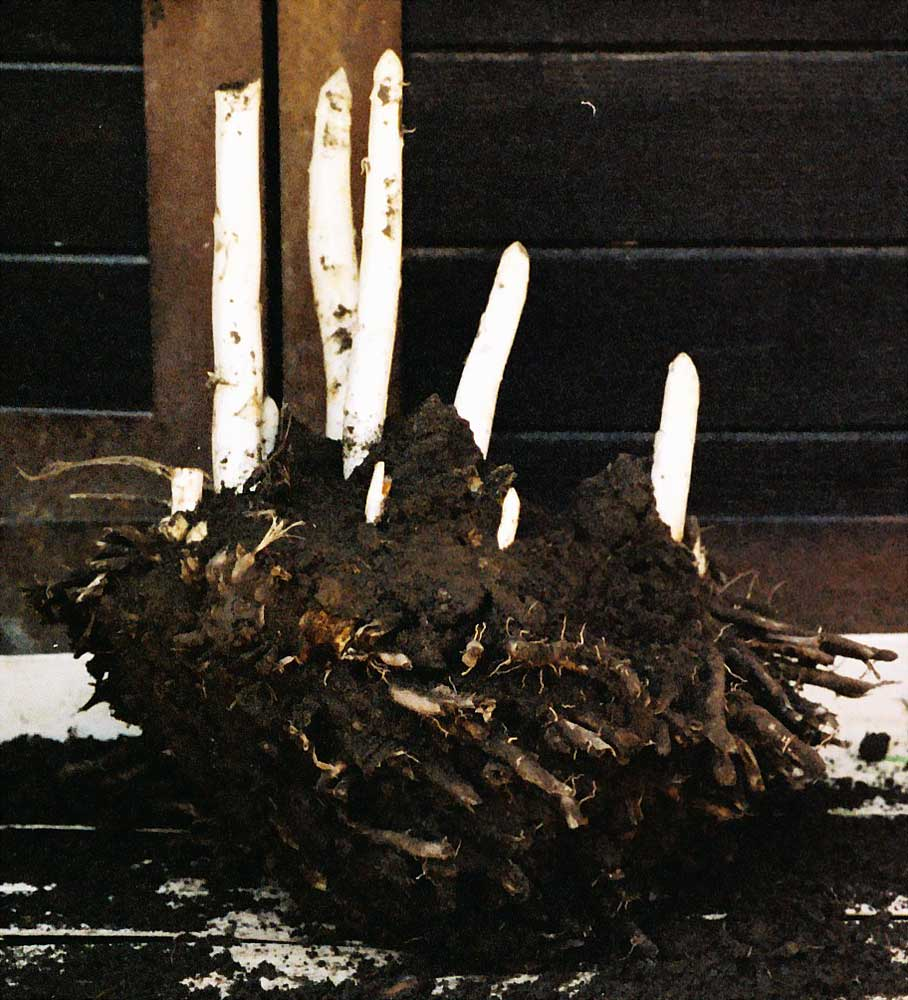
Корнеклубень спаржи

Корнеклубень, или корневой клубень, или корневая шишка — видоизменение бокового или придаточного корня, в котором откладываются запасающие вещества.
Дополняются поглощающими корнями и формируются из разных частей корня.

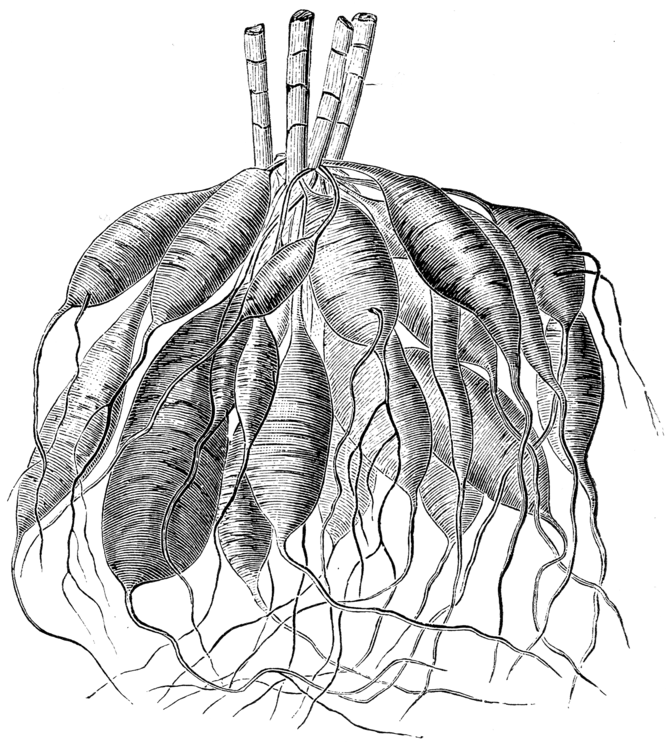
В базальной части корня георгины (Dahlia pinnata)
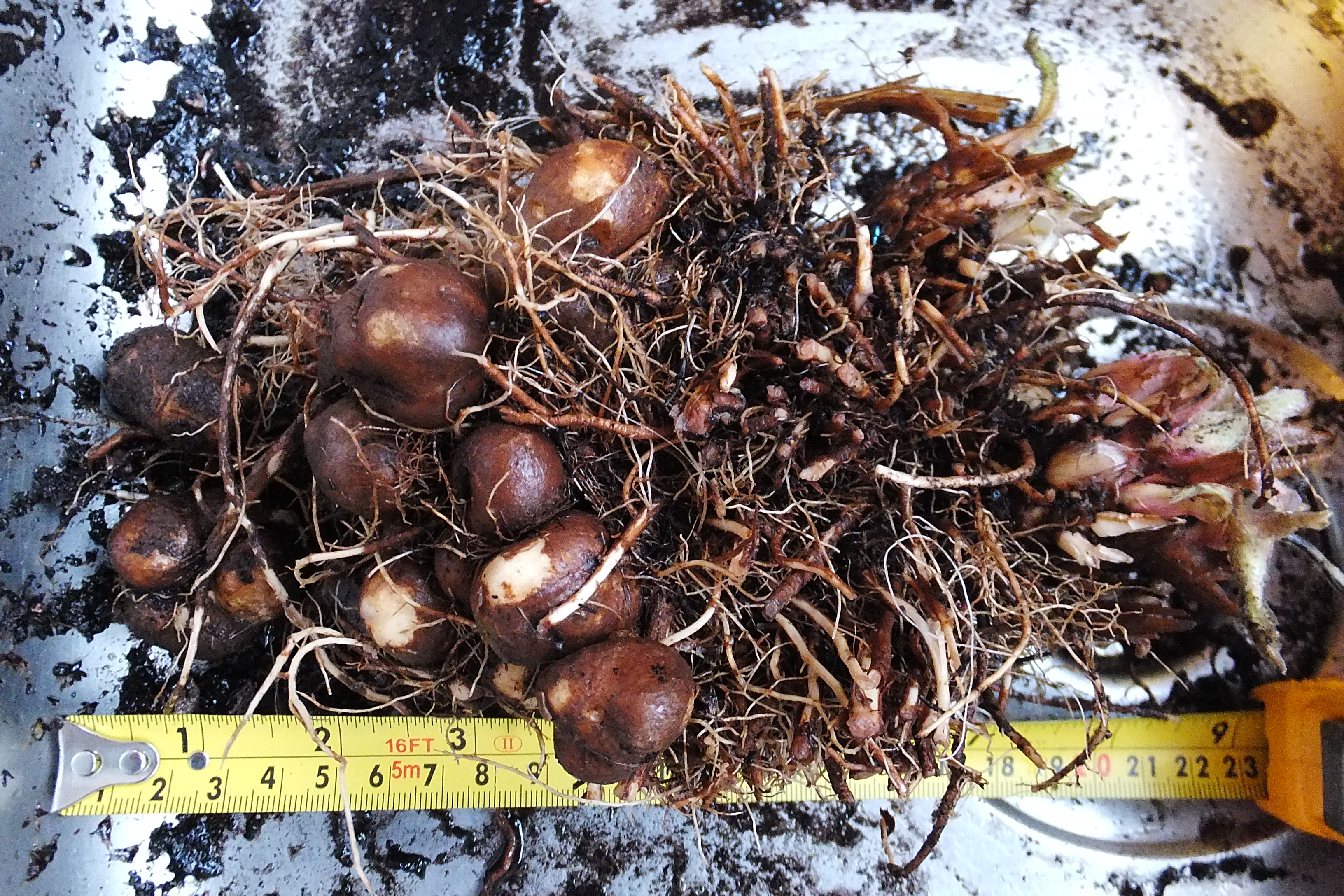
В срединной части корня зопника (Phlomoides tuberosa)
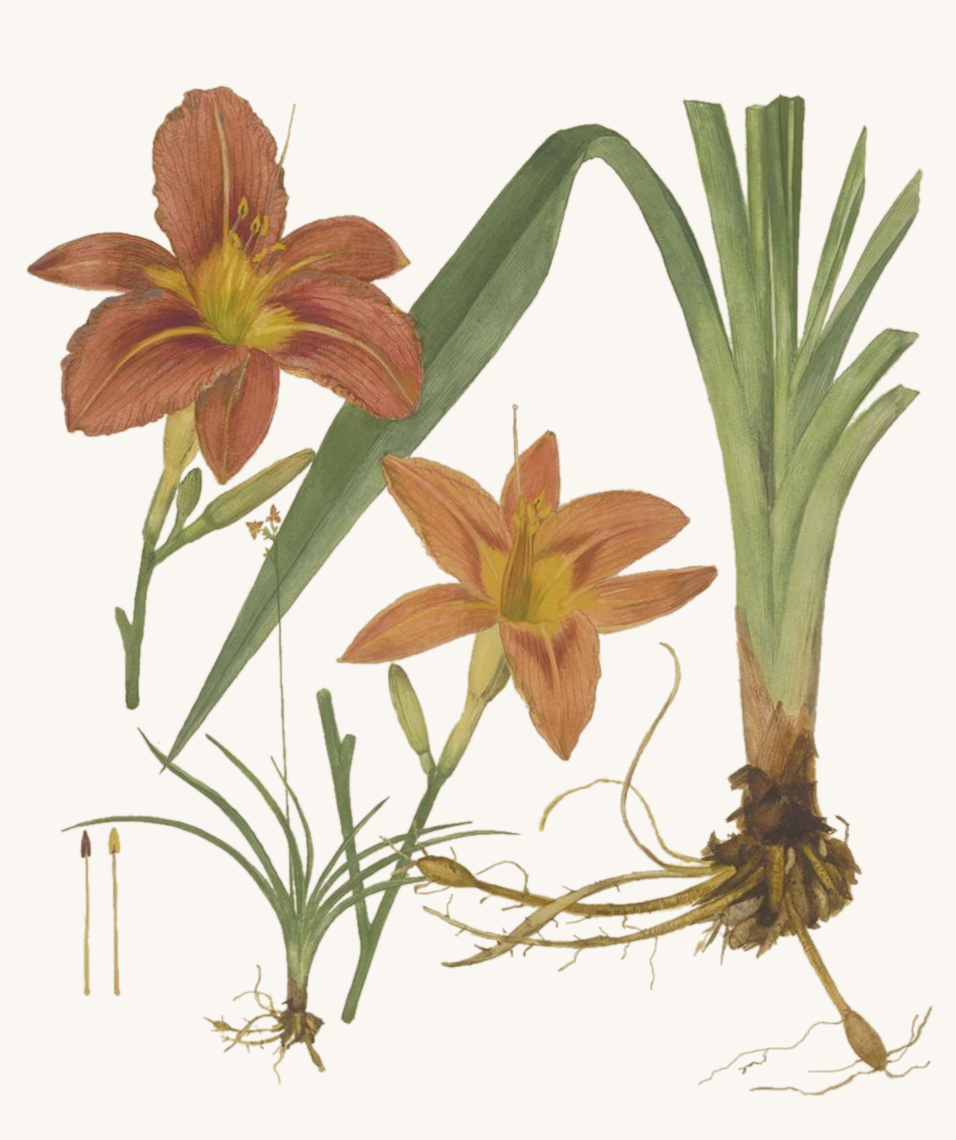
В апикальной части корня лилейника (Hemerocallis fulva)
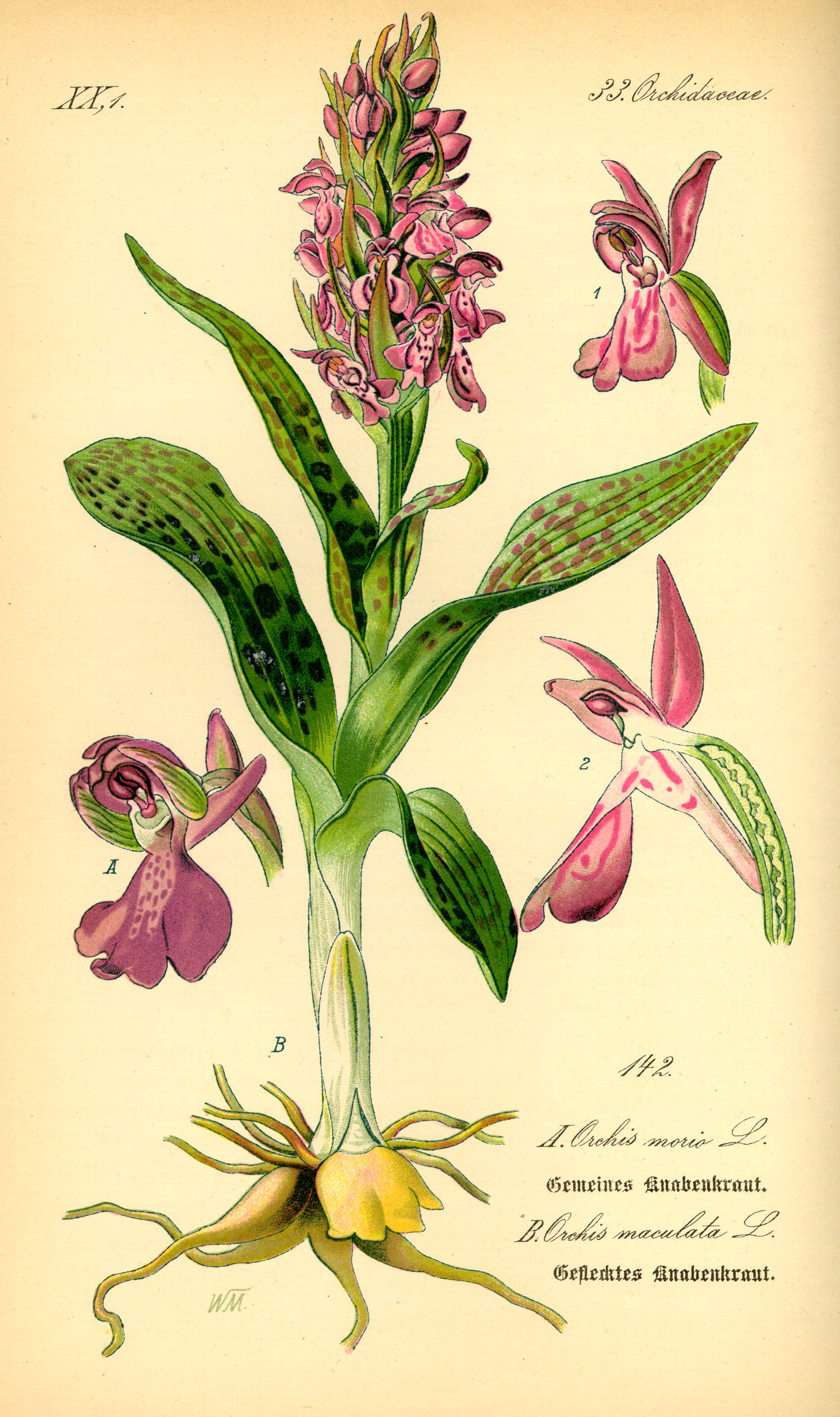
Корни целиком превращённые в корнеклубни (Anacamptis morio) (Ботаническая иллюстрация)

Вместе с подземными клубнями образуют сельскохозяйственную группу клубнеплодов.